# Lotharius II van Italië

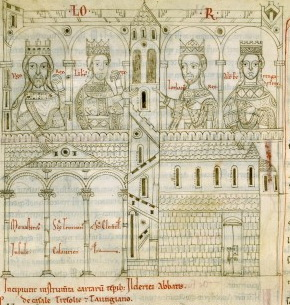
Lotharius is de tweede van rechts

Lotharius II van Italië (926/928-950) was de zoon van Hugo van Arles en koning van Italië van 948 tot 950.
Hij huwde met Adelheid, de dochter van Rudolf II van Bourgondië en Bertha van Zwaben. Het huwelijk was een compromis om de twist tussen Hugo en Rudolf over het Koninkrijk Bourgondië te regelen. Hugo verkreeg Italië en Rudolf Bourgondië, onder een nieuwe naam: het Koninkrijk Arelat (933).
In 945 kreeg zijn vader Hugo het aan de stok met zijn raadgever en neef Berengarius II. Berengarius vluchtte naar Otto I de Grote en keerde met een leger terug. Hugo werd verslagen en vluchtte naar zijn thuisland, Provence. Na de dood van Hugo (948) kreeg Lotharius de titel, maar in werkelijkheid had Berengarius de touwtjes in handen. Geruchten gaan, dat Berengarius Lotharius in 950 liet vergiftigen. Hij zette de IJzeren Kroon op zijn hoofd en dwong Adelheid, de weduwe van Lotharius, te trouwen met zijn zoon Adelbert I van Ivrea. Adelheid weigerde en werd gevangengezet in Como, maar ze kon in een bootje over het meer ontsnappen en vluchtte naar Canossa en ook zij riep de hulp in van Otto I.
In 951 viel Otto I Italië binnen en dat zelfde jaar huwde hij met Adelheid.

## Nazaten
Lotharius en Adelheid hadden een dochter, Emma van Italië, die in het huwelijk trad met Lotharius van Frankrijk in 966.